# Otto Frank (fyziolog)
Otto Frank (21. června 1865 – 12. listopadu 1944) byl v Německu narozený lékař a fyziolog, který svými objevy přispěl k poznání v oblasti fyziologie a kardiologie. Po Otto Frankovi a Ernestu Starlingovi je pojmenován Frankův-Starlingův zákon

## Rodina a mládí
Otto Frank se narodil v Groß-Umstadtu jako syn Georga Franka (1838–1907), praktického lékaře, a Matyldy Lindenbornové (1841–1906). Byl ženatý s Terezou Shusterovou, se kterou měl v Mnichově katolickou svatbu.

## Dílo
- Zur Dynamik des Herzmuskels. In: Zeitschrift für Biologie. Band 32, 1895, S. 370
- Die Grundform des arteriellen Pulses. In: Zeitschrift für Biologie. Band 37, 1899, S. 483
- Kritik der elastischen Manometer. 1903
- Die Registrierung des Pulses durch einen Spiegelsphygmographen. In: Münchener Medizinischen Wochenschrift. Band 42, 1903, S. 1809–1810